# 新聖安東尼奧 (皮奧伊州)
5°17′18″S 41°56′0″W / 5.28833°S 41.93333°W
新聖安東尼奧（葡萄牙語：Novo Santo Antônio）是巴西的城鎮，位於該國東北部，由皮奧伊州負責管轄，始建於1996年1月26日，面積528.41平方公里，海拔高度180米，2010年人口3,260，人口密度每平方公里6.17人。